# Governo Brüning II
Il Governo Brüning II è stato un governo della Germania. Esso fu in carica dal 10 ottobre 1931 al 30 maggio 1932, per un totale di 202 giorni.
Nell'ottobre del 1931, le dimissioni del ministro degli esteri Julius Curtius (DVP), causarono la caduta del Governo Brüning I. Curtius, non essendo riuscito a portare a termine il disegno di un'unione doganale austro-tedesca, fu oggetto di forti pressioni interne al proprio partito e alla coalizione di governo, e venne quindi costretto a dimettersi.
Il presidente Hindenburg colse allora l'occasione per dare luogo ad un consistente rimpasto di governo, eliminando ministri a lui sgraditi in quanto ritenuti troppo a sinistra o troppo cattolici. La crisi sfociò nella formazione del governo Brüning II, ancora un governo di minoranza sostenuto dagli stessi partiti borghesi di centro del governo precedente, ad esclusione del DVP. Il governo Brüning II fu tollerato dall'SPD, che vedeva in esso il male minore, ma venne osteggiato dalla NSDAP.

## Composizione

### Cancelliere
| Heinrich Brüning (Zentrum) |

### Vice-cancelliere
| Hermann Dietrich (Partito dello Stato Tedesco) |

### Ministri

#### Ministero degli Esteri
| Heinrich Brüning (Zentrum) |

#### Ministero degli Interni
| Wilhelm Groener (Indipendente) |

#### Ministero delle Finanze
| Hermann Dietrich (Partito dello Stato tedesco) |

#### Ministero dell'Economia
| Hermann Warmbold (Indipendente)                                 |
| Dal 6 maggio 1932 Ernst Trendelenburg (Indipendente) Ad interim |

#### Ministero del Lavoro
| Adam Stegerwald (Zentrum) |

#### Ministero di Grazia e Giustizia
| Curt Joël (Indipendente) |

#### Ministero della Difesa
| Wilhelm Groener (Indipendente) |

#### Ministero delle Poste
| Georg Schätzel (Partito del Popolo Bavarese) |

#### Ministero dei Trasporti
| Gottfried Reinhold Treviranus (Partito Popolare Conservatore) |

#### Ministero dell'Agricoltura
| Martin Schiele (Partito Cristiano-Nazionale dei Contadini e dei Rurali) |

#### Ministro senza portafoglio
| Hans Schlange (Partito Cristiano-Nazionale dei Contadini e dei Rurali) |